# 21 Grams
21 Grams là một bộ phim của đạo diễn Alejandro González Iñárritu. Phim có sự tham gia của Sean Penn, Naomi Watts, Danny Huston, và Benicio del Toro.
Phim kể về 3 gia đình với 3 hoàn cảnh khác nhau: một gia đình với hai con nhỏ hạnh phúc, một gia đình khác với người cha từng là tội phạm, một gia đình có người đàn ông bị bệnh tim chờ chết. Câu chuyện diễn ra với cách thức đan xem giữa hiện tại, quá khứ đã dẫn người xem từ bất ngờ này đến bất ngờ khác cho đến khi nút thắt dần hé lộ.